# Chiesa di San Francesco (Bogotà)
La chiesa di San Francesco è un edificio religioso cattolico di Bogotà dedicato a san Francesco d'Assisi. Si trova nel quartiere di Veracruz, sull'Avenida Jiménez all'incrocio con la carrera Séptima, ove costituisce un complesso a sua volta con la chiesa del Terzo Ordine e la chiesa della Veracruz.

## Storia

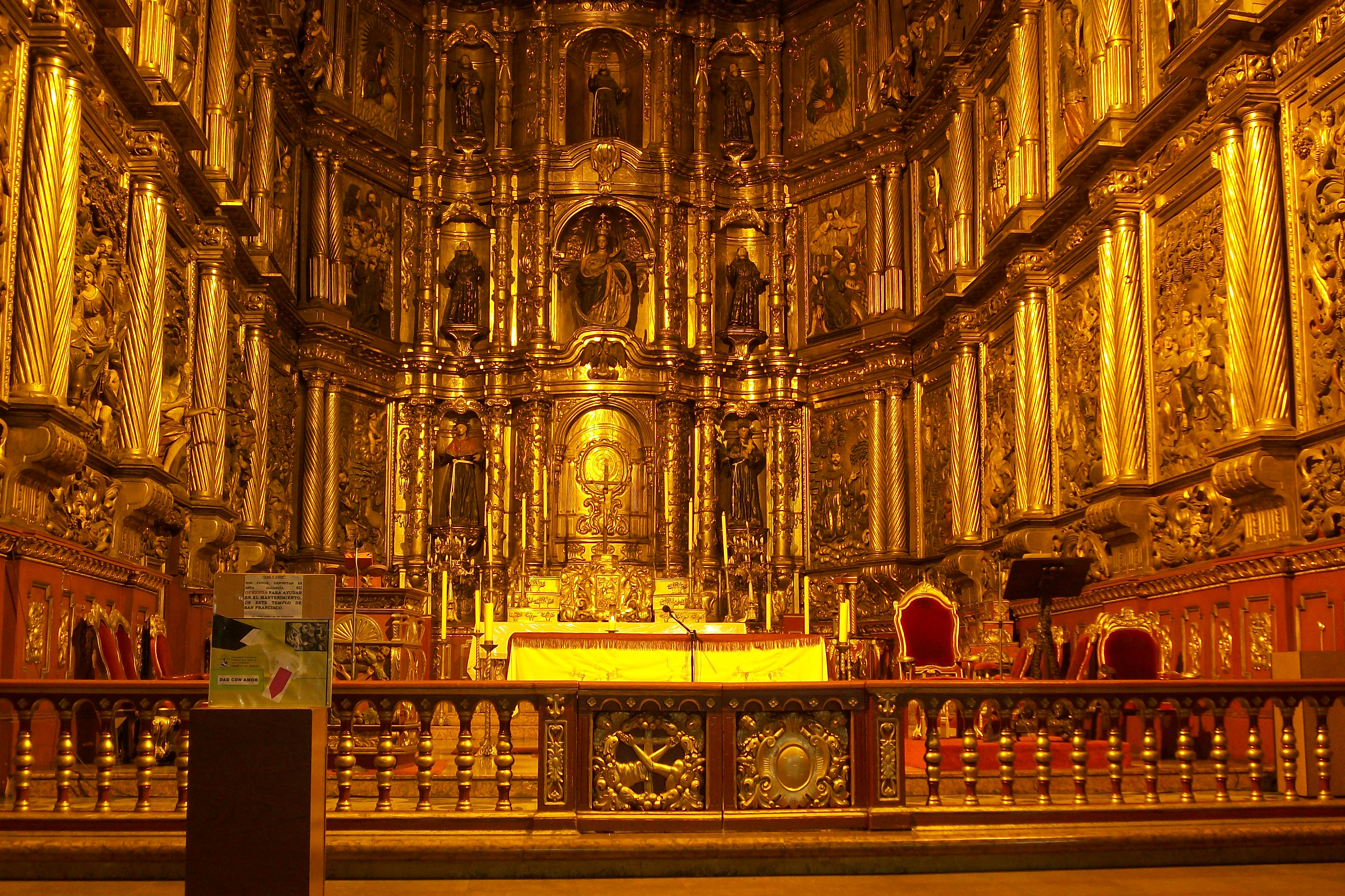
Presbiterio della chiesa

La chiesa fu eretta tra il 1550 e il 1595 sul terreno donato dall'arcivescovo Juan de los Barrios ai frati francescani, sul lato destro del río Vicachá, località chiamata río San Francisco.
La costruzione originale fu ampliata nel 1611 e nel 1623 fu costruito il retablo dell'altar maggiore.
Nel secolo XVIII l'edificio subì numerosi danni alla sua struttura a causa del terremoto del 1743, dopo il quale inoltre fu necessario ricostruire la torre. La chiesa era costituita da una sola navata, alla quale furono aggiunte sul lato destro piccole cappelle. La struttura fu gravemente danneggiata nel corso del successivo terremoto nella Nuova Granada del 1785,Queste cappelle furono integrate con una seconda navata dopo i lavori di restauro diretti da Domingo Esquiaqui, che si conclusero il 25 marzo 1794, data nella quale l'arcivescovo Baltasar Jaime Martínez Campañón consacrò la chiesa. Anni dopo l'interno della chiesa fu ristrutturato dal frate cappuccino e architetto Domingo de Petrés.

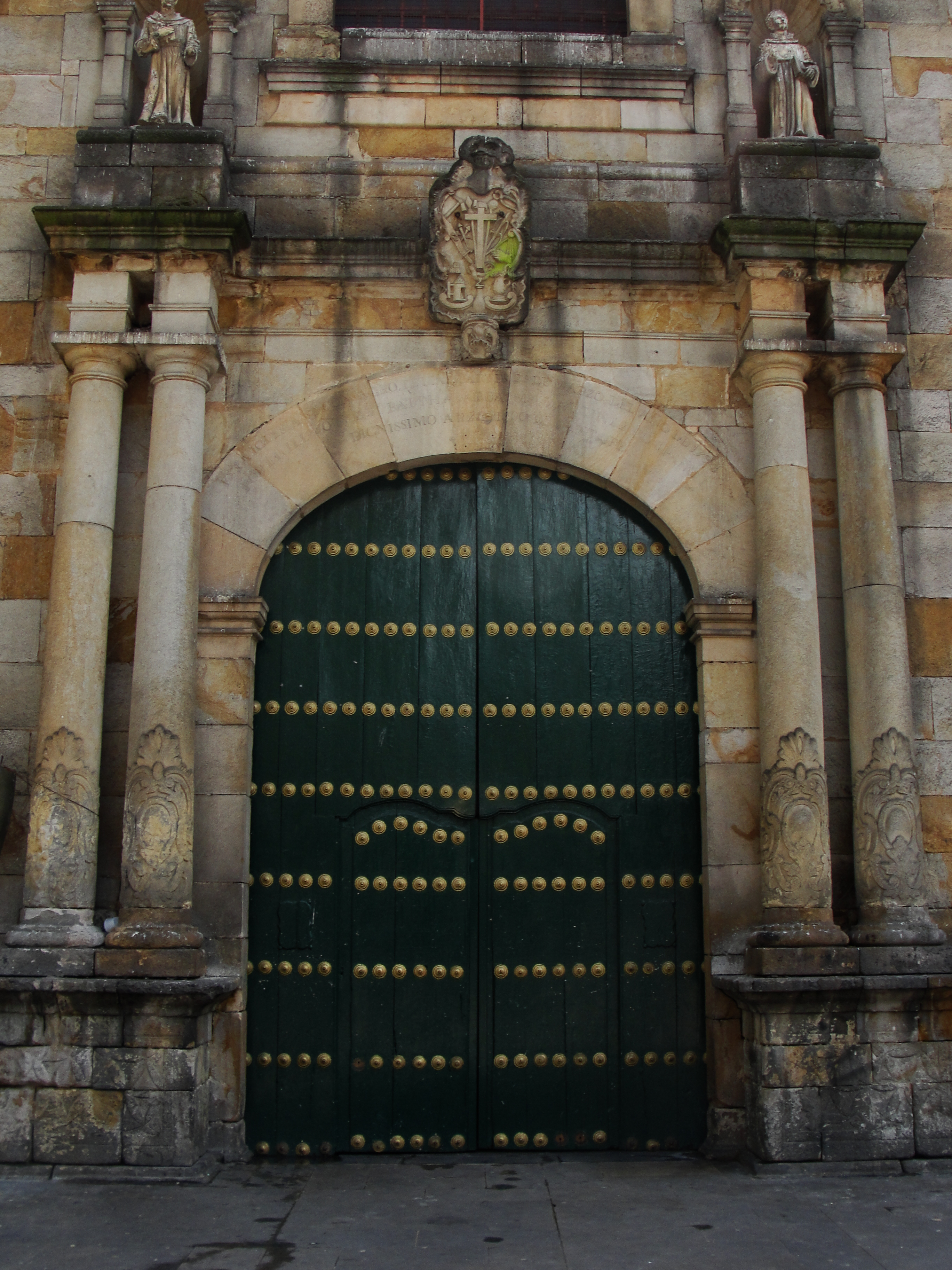
Chiesa di San Francesco di Bogotá: particolare del portale

La chiesa fu espropriata nel 1861 da Tomás Cipriano de Mosquera fino al 1881, periodo durante il quale fu amministrata dal cappellano fra' Ramón Cáceres. La chiesa formava un complesso unico con l'adiacente convento che abbracciava due isolati della città e aveva tre chiostri di due piani. I chiostri scomparvero quando al posto del convento fu costruito l'edificio del governatorato di Cundinamarca, l'attuale Palazzo di San Francesco del 1917, opera di Gastón Lelarge e Arturo Jaramillo.
Infine, in anni recenti, la chiesa fu spogliata del suo bianco esteriore e le coperture alterate fino al punto che le uniche parti storiche della chiesa originale che rimangono sono la facciata principale, la torre e il presbiterio. L'ultimo restauro è stato realizzato tra il 1988 e il 1990.
Attualmente è la più antica chiesa rimasta di Bogotà.
Essa ha un aspetto mudéjar che è uno dei migliori della Nuova Granada, il retablo è molto rappresentativo del vicereame della Nuova Granada con elementi moderni e nel suo corpo principale contiene elementi grotteschi e in quello secondario vi sono i santi con i loro attributi ed è completato da tutti i dodici apostoli. Al centro della parte superiore è rappresentato il Padreterno che con una mano solleva il mondo e con l'altra indica i francescani.

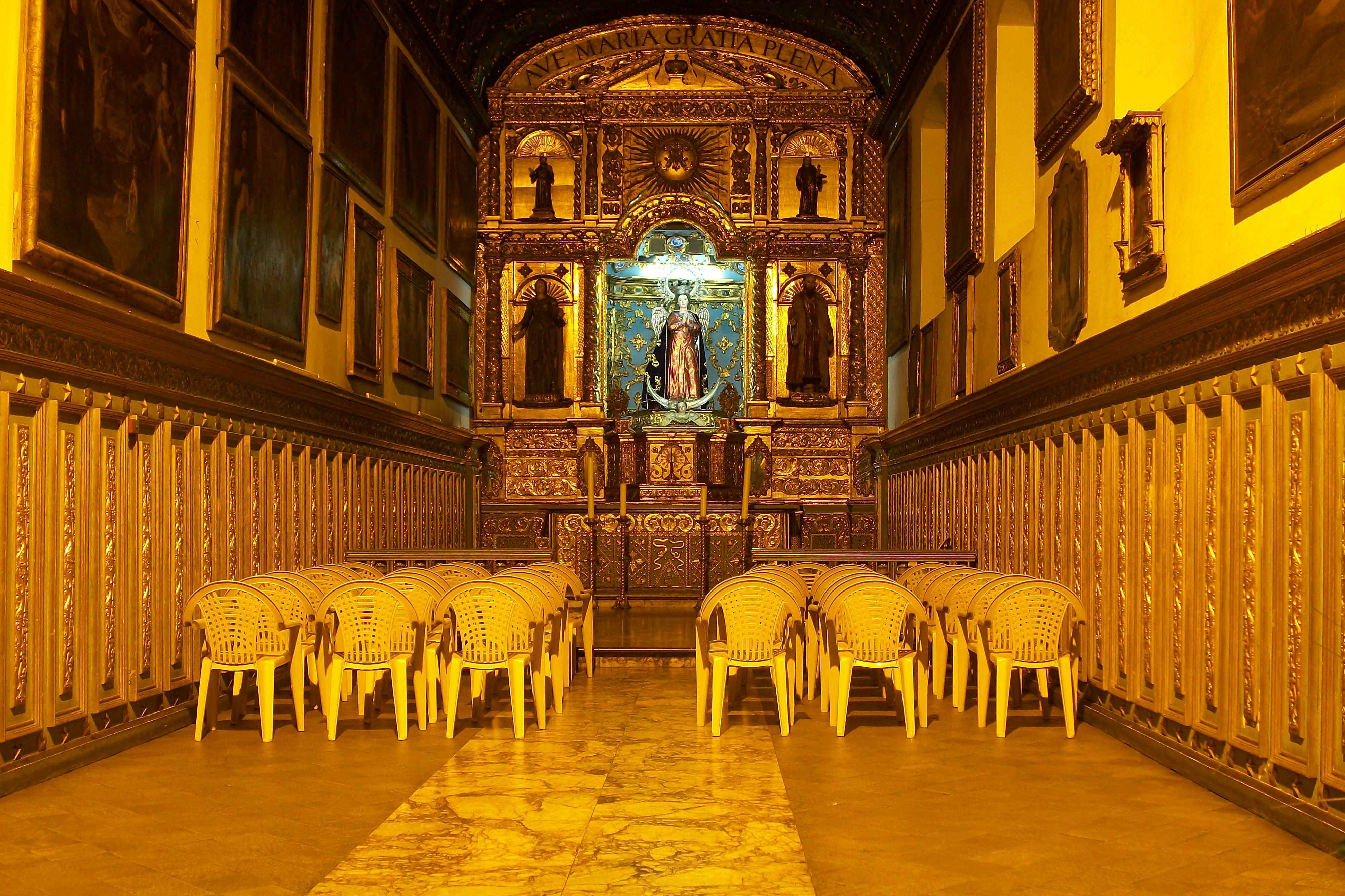
Chiesa di San Francesco di Bogotà: una delle cappelle laterali